# Adi Granth
L'Adi Granth (en panjabi: el llibre principal) també és conegut com a Guru Granth Sahib Ji, és el llibre sagrat del sikhisme, el document central de veneració en totes les gurdwares (temples sikhs).
L'Adi Granth s'obre i es tanca cada dia de manera ritual, i en ocasions especials se'l llegeix incessantment. El llibre està format per prop de 6.000 himnes que estan dedicats als gurus sikhs, als sants islàmics, i als savis hinduistes.
L'Adi Granth va ser recopilat per primera vegada en 1604 pel Guru Arjan Dev, que va incloure els seus propis himnes, i els dels seus predecessors, a més de les cançons que estaven dedicades als sants.
En 1704, el Guru Gobind Singh, el darrer guru dels sikhs, va afegir més himnes, i va decretar que després de la seva mort, ja no hi hauria més gurus, i que el llibre sagrat seria el seu nou guru. El llibre va ser escrit en llengua panjabi, i en idioma hindi, l'obra conté el Mantra Mul (l'oració arrel), i el Japji (l'escrit més important, que va ser obra del Guru Nanak) i els himnes, que estan organitzats d'acord amb les ragues amb les quals són cantats.